# 放風通行證
《偷食通行證》（英語：Hall Pass）是一部於2011年上映的美國喜劇電影，由法拉利兄弟執導。主演包括歐文·威爾森、Jason Sudeikis、Stephen Merchant、Jenna Fischer和克里斯蒂娜·艾伯蓋特。

## 劇情
兩對平凡普通的夫婦，同時走到婚姻的瓶頸，老婆聽說，管得男人愈緊，他愈是會跟妳唱反調，所以決定放老公一個星期大假，「通融」他們去偷食。2個中年男人當然是欣喜地接受了這個「偷食通行證」，於接下來的一個星期內，盡情出軌。

## 外部連結
- 官方网站
- AllMovie上《Hall Pass》的资料（英文）
- Box Office Mojo上《Hall Pass》的資料（英文）
- 互联网电影数据库（IMDb）上《Hall Pass》的资料（英文）
- 爛番茄上《Hall Pass》的資料（英文）